# 1057
سنة 1057 كانت سنة بسيطة تبدأ يوم الأربعاء (الرابط يظهر نموذج التقويم الكامل للسنة) من التقويم اليولياني.

## مواليد
- هيو الأول دوق بورغندي
- هيو كونت فرماندوا

## وفيات
- أبو العلاء المعري